# Terry Windell
Terry Windell (* 18. September 1956; † 21. Juli 2018) war ein US-amerikanischer Spezialeffekt-Animator und Fernsehregisseur.

## Karriere
Windell begann seine Karriere Anfang der 1980er Jahre als Effektanimator bei Industrial Light and Magic (ILM). Zu den ersten Werken, bei denen er für ILM an den Spezialeffekten mitgearbeitet hat, zählen E.T. – Der Außerirdische und Die Rückkehr der Jedi-Ritter. 1984 wechselte er zur Entertainment Effects Group und arbeitete dort als Animation Supervisor u. a. für die Filme Ghostbusters und 2010: Das Jahr, in dem wir Kontakt aufnehmen. Ende der 1990er Jahre versuchte sich Wendell auch als Fernsehregisseur und inszenierte zehn Episoden von Star Trek: Raumschiff Voyager und eine Folge von Star Trek: Enterprise. 2011 und 2012 war er Visual Effects Supervisor für die Filme Breaking Dawn – Biss zum Ende der Nacht, Teil 1 und Breaking Dawn – Biss zum Ende der Nacht, Teil 2. In der gleichen Funktion arbeitete er 2015 für die Fernsehserie Wayward Pines.